# Coucous Bouzon
Coucous Bouzon ist ein 2011 erschienenes Comicalbum der französischen Illustratorin und Comic-Künstlerin Anouk Ricard. Es wurde bei Éditions Gallimard veröffentlicht und ins Englische, Spanische und Polnische übersetzt.
Anouk Ricard debütierte als Kinderbuchillustratorin und -autorin und tat sich zunächst, mit Ausnahme der an Derrick angelehnten Kriminalgeschichte Commissaire Toumi (2008), ausschließlich mit Arbeiten für eine junge Altersgruppe hervor. Mit Coucous Bouzon wandte sie sich erstmals an ein älteres Publikum: Die von anthropomorphen Tieren bevölkerte Bürowelt-Satire ist anfangs im Stile der britischen Fernsehserie The Office (2001–2003) und ihrer gleichnamigen US-Adaption (2005–2013) gehalten, erhält in ihrem weiteren Verlauf jedoch einen Mystery- und Krimi-Einschlag.

## Inhalt
Ohne auf seine Qualifikationen einzugehen, erhält der Enterich Richard eine Anstellung bei dem Kuckucksuhren-Hersteller Coucous Bouzon. Monsieur Bouzon, ein exzentrischer und emotional instabiler Pudel, gibt ihm eine Tour durchs Büro. Richard lernt seine Tischnachbarin Christiane, eine rothaarige Fröschin, kennen und nimmt an seiner ersten Besprechung teil, in der die Hundedame Sophie um Richards Vorgänger Guy weint.
Richard wird beauftragt, eine Ideenpräsentation vorzubereiten. Er erkundigt sich nach den Unterlagen seines Vorgängers, die ihm keiner geben kann. Kollege Karl erzählt, dass Guy aus Ärger über den Firmenchef gekündigt habe. In einer Fernsehsendung wird nach Richards Vorgänger gesucht. In einem Meeting präsentiert Richard seine Idee: eine Kuckucksuhr in Form eines Altersheims. Bouzon zeigt sich begeistert. Beim Mittagessen erzählt Bouzon, Guy sei eines Tages spurlos verschwunden. Richard, der Sophie versetzen musste, schickt ihr am nächsten Tag Blumen. Ein Kamerateam der Vermissten-Fernsehsendung verschafft sich Zugang ins Büro und interviewt Sophie und Richard zum Verbleib des Verschollenen.
Richard lädt Sophie zu sich ein und zusammen sehen sie sich die Vermissten-Sendung im Fernsehen an. Ihre Interviews erscheinen in manipulierter Form: Durch Herausschneiden bestimmter Stellen wird der Eindruck erweckt, dass sie mit dem Vermissten geschlafen und er nach dessen Job getrachtet habe. Bouzon wird gezeigt, wie er seinen Hass auf den Vermissten bekundet. Derweil liegt Guy gefesselt auf einer Matratze in einem Keller und wird von einer maskierten Person mit Essen versorgt.
Bouzon organisiert einen Betriebsausflug mit „Schatzsuche“. In einem Wald werden sie in Teams eingeteilt. Richard kommt in Sophies, Christianes und Karls Gruppe. Sie machen sich auf die Suche nach Hinweisen, bis eine bewaffnete Person vor ihnen erscheint, die sich als Ehefrau des Vermissten herausstellt. Als sie sich entschuldigt, wird sie von Christiane niedergeschlagen. Die Niedergestreckte erwacht und bringt die Vier zum Endpunkt der „Schatzsuche“, woraufhin Bouzon sie disqualifiziert. Eine andere Gruppe erhält den Preis: eine Kiste mit Fischstäbchen.
Am darauffolgenden Tag ist Sophie nicht auffindbar. Aneinander gebunden sitzt sie mit Guy im unbekannten Keller. Sophie erkennt ihren Kollegen Alain unter der Sturmhaube wieder. Zwei weitere Maskierte tauchen auf: Ein Mann mit Obelix-Maske stellt sich als Rädelsführer heraus und gibt Anweisungen. Christiane erweist sich als weitere Komplizin. Im Zorn würgt der Anführer Sophie und gibt sich als Kollege Karl zu erkennen.
Im Büro sucht Richard nach Guys Akte. Mit einer Pistole bewaffnet findet ihn Karl. Richard gelingt es zu fliehen, er wird aber von einem anderen Kollegen überwältigt. Die zwei Komplizen bringen den Bewusstlosen zum Versteck und erwähnen dabei ihren ursprünglichen Plan, Coucous Bouzon zu bestehlen. Karl fordert die Ermordung der Zeugen, stößt aber auf den Protest seiner Mitverschwörer. Erbost über die von Sophie erwähnte Untreue Karls ohrfeigt Christiane ihren Ex-Freund und schubst ihn gegen die Treppe. Alain lässt sich von Sophie überreden, sie loszumachen. Der wiedererwachte Karl schlägt ihn nieder, platziert eine zeitgesteuerte Bombe und flieht. Polizeibeamte brechen die Kellertür auf und retten alle Anwesenden vor der Explosion. Während Alain sein beschädigtes Haus betrauert und die angerückte Feuerwehr den Brand löscht, lädt Sophie Richard zu sich ein. Zusammen mit Guy betritt das Paar in der Schlussszene eine Besprechung im Büro: Bouzon freut sich, Guy zu sehen, und äußert im selben Satz seinen Hass auf ihn.

## Veröffentlichung
Anouk Ricard schloss Coucous Bouzon im Februar 2011 ab. Im September des gleichen Jahres wurde der Comicband im französischen Verlag Éditions Gallimard veröffentlicht – in der von Joann Sfar geführten und auf Werke mit einem Mindestumfang von hundert Seiten spezialisierten Graphic-Novel-Reihe Bayou.
Unter dem Titel Kukułki Bouzona erschien 2013 eine polnische Ausgabe bei Post Wydawnictwo in Krakau. Im Jahr darauf veröffentlichte Drawn & Quarterly den Comic auf Englisch: Helge Dascher zeichnete, wie schon bei den fünf Anna-und-Froga-Bänden Ricards, für die Übersetzung verantwortlich. Im Gegensatz zur Originalausgabe und der polnischen Version verzichtete man bei der englischsprachige Ausgabe auf handgeschriebene Sprechblasen-Texte und führte eine Computerschrift ein.
Eine spanische Ausgabe erschien im März 2020 bei Kraken Ediciones.

## Auszeichnungen
Der Comicband wurde auf die Auswahlliste für das „Beste Album“ des Internationalen Comicfestivals Angoulême 2012 gesetzt und erhielt im selben Jahr mehrere Auszeichnungen: den Prix BD der französischen Tageszeitung Libération und den dBD Award in der Kategorie „Bestes humoristisches Buch“. Weiterhin erhielt Coucous Bouzon den vom Comicfestival Angoulême und dem Französischen Institut von Krakau initiierten Sonderpreis „Le choix polonais“ (zu Deutsch „Die polnische Wahl“).

## Kritiken
Mickaël Géreaume bei PlaneteBD bezeichnete den Witz von Coucous Bouzon als „wirklich unwiderstehlich“ und empfahl den Comicband allen „Fans des absurden Humors“. Auch Laurent Gianati attestierte bei BDGest der Autorin einen guten Sinn für Humor und hob überdies ihren Ideenreichtum hervor. Er sah qualitative Fortschritte gegenüber Ricards Kriminalcomic Commissaire Toumi, äußerte jedoch eine gewisse Enttäuschung über die Auflösung des Falls.
Morgan Di Salvia fasste Coucous Bouzon für ActuaBD als „sanften Irrsinn mit einem Hauch von Thriller“ zusammen und verglich in seiner anerkennenden Rezension Ricards Stil mit dem des belgischen Comicautors José Parrondo.
In seiner Rezension der englischsprachigen Ausgabe bezeichnete Rob Clough auf High-Low-Comics die Figur des „Mr Benson“ (Monsieur Bouzon) als „extremere Version des David Brent/Michael Scott aus The Office“. Die „fröhliche Farbgebung“ stehe Clough zufolge teilweise in starkem Kontrast zum Inhalt und trage wie Ricards Humor dazu bei, „die Stimmung des Buches heiter zu halten, auch wenn es unheimlich wird“.
Für Woodrow Phoenix im Slings and Arrows Graphic Novel Guide war Ricards Werk „mehrere Geschichten in einer, vor allem eine witzige und pointierte Satire auf die Büropolitik, die jeden ansprechen wird, der mit Idioten arbeiten muss“. Er stellte fest, dass Ricard ihren „naiven Stil einsetzt, um die Grobheit, Dummheit und Käuflichkeit zu untergraben“, die typisch für die Kuckucksuhrenfirma sind.
Die Zeichnungen Ricards wurden mit denen des US-amerikanischen Kinderbuchautors und -illustrators Richard Scarry verglichen.

## Ausgaben

### Originalausgabe
- Coucous Bouzon, Gallimard BD, September 2011, ISBN 978-2-07-063996-0 (französisch)

### Übersetzungen
- Kukułki Bouzona, Post Wydawnictwo, 2013, ISBN 978-83-61762-07-2 (polnisch)
- Benson’s Cuckoos, Drawn & Quarterly, 2014, ISBN 978-1-77046-138-3 (englisch)
- Cucos Benítez, Kraken Ediciones, 2020, ISBN 978-84-16-43560-9 (spanisch)